# Prunus conadenia
Prunus conadenia es una especie de planta del género Prunus, perteneciente a la familia Rosaceae.

## Taxonomía
Prunus conadenia fue descrita por Bernhard Adalbert Emil Koehne en 1912.

## Distribución
Se encuentra en el territorio del Tíbet hasta el centro y sur de China.